# Педру Америку
Пѐдру Амѐрику ди Фигейрѐду и Мѐлу (на португалски: Pedro Américo de Figueiredo e Melo) е бразилски художник.

## Биография
Роден е на 29 април 1843 година в Арея, Параиба. От ранна възраст учи рисуване, следва в Императорската академия за изящни изкуства в Рио де Жанейро и в Училището за изящни изкуства (на френски: École des Beaux-Arts) в Париж. През 1868 година защитава докторат в Брюкселския свободен университет. През следващите години се налага като един от водещите академични художници в Бразилия, като прекарва голяма част от времето си и в Италия. През 1889 г. е избран за депутат в бразилския парламент.
Педру Америку умира на 7 октомври 1905 година във Флоренция.

## Произведения
- Лъв
- Жана д'Арк
- Цар Давид и Ависага Сунамитянката (1879)
- Юдит и Олоферн (ок. 1885)
- Нощ, съпроводена от гениите на Учението и Любовта (1886)
- Независимост или смърт! (1888)
- Императорската реч (Речта на Педро II при откриването на парламента)
- Видението на Хамлет (1893)